# Élections parlementaires équatoguinéennes de 2013
Les élections parlementaires équatoguinéennes de 2013 ont lieu en Guinée équatoriale le 26 mai 2013, parallèlement aux élections locales. 
Pour la première fois, le scrutin concerne non seulement la chambre des députés, mais également le Sénat, à la suite d'une révision constitutionnelle — approuvée par référendum en 2011 — ayant instaurée cette nouvelle chambre haute,. Le Parti démocratique de Guinée équatoriale, au pouvoir, remporté tous les sièges sauf un dans les deux chambres du Parlement. 

## Système électoral
Le Sénat compte 70 membres, dont 55 ont été élus et 15 devaient être nommés par le président Teodoro Obiang Nguema Mbasogo.
Les 100 membres de la Chambre des représentants du peuple ont été élus au scrutin proportionnel à liste fermée dans des circonscriptions plurinominales.